# Lophothrix frontalis
Lophothrix frontalis är en kräftdjursart som beskrevs av Giesbrecht 1895. Lophothrix frontalis ingår i släktet Lophothrix och familjen Scolecitrichidae. Inga underarter finns listade i Catalogue of Life.